# Survivor Series (2012)
Survivor Series – gala wrestlingu, która odbyła się 18 listopada 2012 w Bankers Life Fieldhouse. Na Raw 29.10.2012 została ustalona walka drużyna (Team) CM Punk'a vs Team Micka Foleya

## Mecze
| LP.            | Mecz | Stypulacja                                     | Czas     | Zwycięzca |
| -------------- | --- | ---------------------------------------------- | -------- | --- |
| Pre-show match | Team Co-Bro (Santino Marella & Zack Ryder) vs 3-MB (Heath Slater & Jinder Mahal) z Drew McIntyre | Tag-team match                                 | 00:06:11 | 3-MB (Heath Slater & Jinder Mahal) z Drew McIntyre                                                                           |
| 1              | Team Brodus (Brodus Clay, International Airstrike (Justin Gabriel & Tyson Kidd), (Sin Cara & Rey Mysterio) vs Team Tensai (Tensai, The Colon Cousins (Primo & Epico) & The Prime Time Players (Darren Young & Titus O’Neil)            | Survivor Series elimination tag team match     | 00:18:27 | Brodus Clay, International Airstrike (Justin Gabriel & Tyson Kidd), Sin Cara & Rey Mysterio                                  |
| 2              | Kaitlyn vs Eve (c) | Singles match + WWE Divas Championship         | 00:07:01 | Eve |
| 3              | Antonio Cesaro (c) vs R-Truth | Singles match + WWE United States Championship | 00:06:57 | Antonio Cesaro |
| 4              | Sheamus vs Big Show (c) | Singles match + World Heavyweight Championship | 00:14:44 | Sheamus przez dyskwalifikację (DQ)                                                                                           |
| 5              | Team Ziggler (Dolph Ziggler, Wade Barret, Cody Rhodes, Damien Sandow, & Alberto Del Rio) (z Paul Heyman & Ricardo Rodriguez) vs. Team Foley (The Miz, Kofi Kingston, Team Hell No (Kane & Daniel Bryan), & Randy Orton) (z Mick Foley) | Survivor Series elimination tag team match     | 00:23:44 | Team Ziggler (Dolph Ziggler, Wade Barret, Cody Rhodes, Damien Sandow, & Alberto Del Rio) (z Paul Heyman & Ricardo Rodriguez) |
| 6              | CM Punk (c) vs Ryback vs John Cena | Triple Threat Match + WWE Championship         | 00:17:58 | CM Punk |

## Mecze Eliminacyjne

### Team Brodus vs Team Tensai
| Eliminacja | Wrestler                                                         | Drużyna                                                          | Wyeliminowany                                                    | Czas                                                             |                                                                  |
| ---------- | ---------------------------------------------------------------- | ---------------------------------------------------------------- | ---------------------------------------------------------------- | ---------------------------------------------------------------- | ---------------------------------------------------------------- |
| 1          | Brodus Clay                                                      | Team Clay                                                        | Tensai                                                           | 00:08:25                                                         |                                                                  |
| 2          | Tensai                                                           | Team Tensai                                                      | Justin Gabriel                                                   | 00:10:23                                                         |                                                                  |
| 3          | Titus O’Neil                                                     | Team Tensai                                                      | Tyson Kidd                                                       | 00:13:51                                                         |                                                                  |
| 4          | Epico                                                            | Team Tensai                                                      | Tyson Kidd                                                       | 00:15:02                                                         |                                                                  |
| 5          | Primo                                                            | Team Tensai                                                      | Rey Mysterio                                                     | 00:17:32                                                         |                                                                  |
| 6          | Darren Young                                                     | Team Tensai                                                      | Rey Mysterio                                                     | 00:18:27                                                         |                                                                  |
| Zwycięzcy: | Rey Mysterio, Sin Cara, Tyson Kidd, & Justin Gabriel (Team Clay) | Rey Mysterio, Sin Cara, Tyson Kidd, & Justin Gabriel (Team Clay) | Rey Mysterio, Sin Cara, Tyson Kidd, & Justin Gabriel (Team Clay) | Rey Mysterio, Sin Cara, Tyson Kidd, & Justin Gabriel (Team Clay) | Rey Mysterio, Sin Cara, Tyson Kidd, & Justin Gabriel (Team Clay) |

### Team Ziggler vs Team Foley
| Eliminacja | Wrestler                     | Drużyna                      | Wyeliminowany                | Czas                         |                              |
| ---------- | ---------------------------- | ---------------------------- | ---------------------------- | ---------------------------- | ---------------------------- |
| 1          | Damien Sandow                | Team Ziggler                 | Kane                         | 00:03:08                     |                              |
| 2          | Kane                         | Team Foley                   | Dolph Ziggler                | 00:03:47                     |                              |
| 3          | David Otunga                 | Team Ziggler                 | Daniel Bryan                 | 00:07:11                     |                              |
| 4          | Kofi Kingston                | Team Foley                   | Wade Barrett                 | 00:09:43                     |                              |
| 5          | Daniel Bryan                 | Team Foley                   | Alberto Del Rio              | 00:12:40                     |                              |
| 6          | Wade Barrett                 | Team Ziggler                 | The Miz                      | 00:16:05                     |                              |
| 7          | The Miz                      | Team Foley                   | Alberto Del Rio              | 00:17:4                      |                              |
| 8          | Alberto Del Rio              | Team Ziggler                 | Randy Orton                  | 00:21:00                     |                              |
| 9          | Randy Orton                  | Team Foley                   | Dolph Ziggler                | 00:23:44                     |                              |
| Zwycięzcy: | Dolph Ziggler (Team Ziggler) | Dolph Ziggler (Team Ziggler) | Dolph Ziggler (Team Ziggler) | Dolph Ziggler (Team Ziggler) | Dolph Ziggler (Team Ziggler) |